# Los Morros
Los Morros är en ort i Mexiko.   Den ligger i kommunen Leonardo Bravo och delstaten Guerrero, i den södra delen av landet, 210 km söder om huvudstaden Mexico City. Los Morros ligger 2 103 meter över havet och antalet invånare är 431.
Terrängen runt Los Morros är lite bergig. Runt Los Morros är det ganska glesbefolkat, med 34 invånare per kvadratkilometer. Närmaste större samhälle är Chichihualco, 13,7 km öster om Los Morros. I omgivningarna runt Los Morros växer huvudsakligen savannskog.